# Otakar Kádner

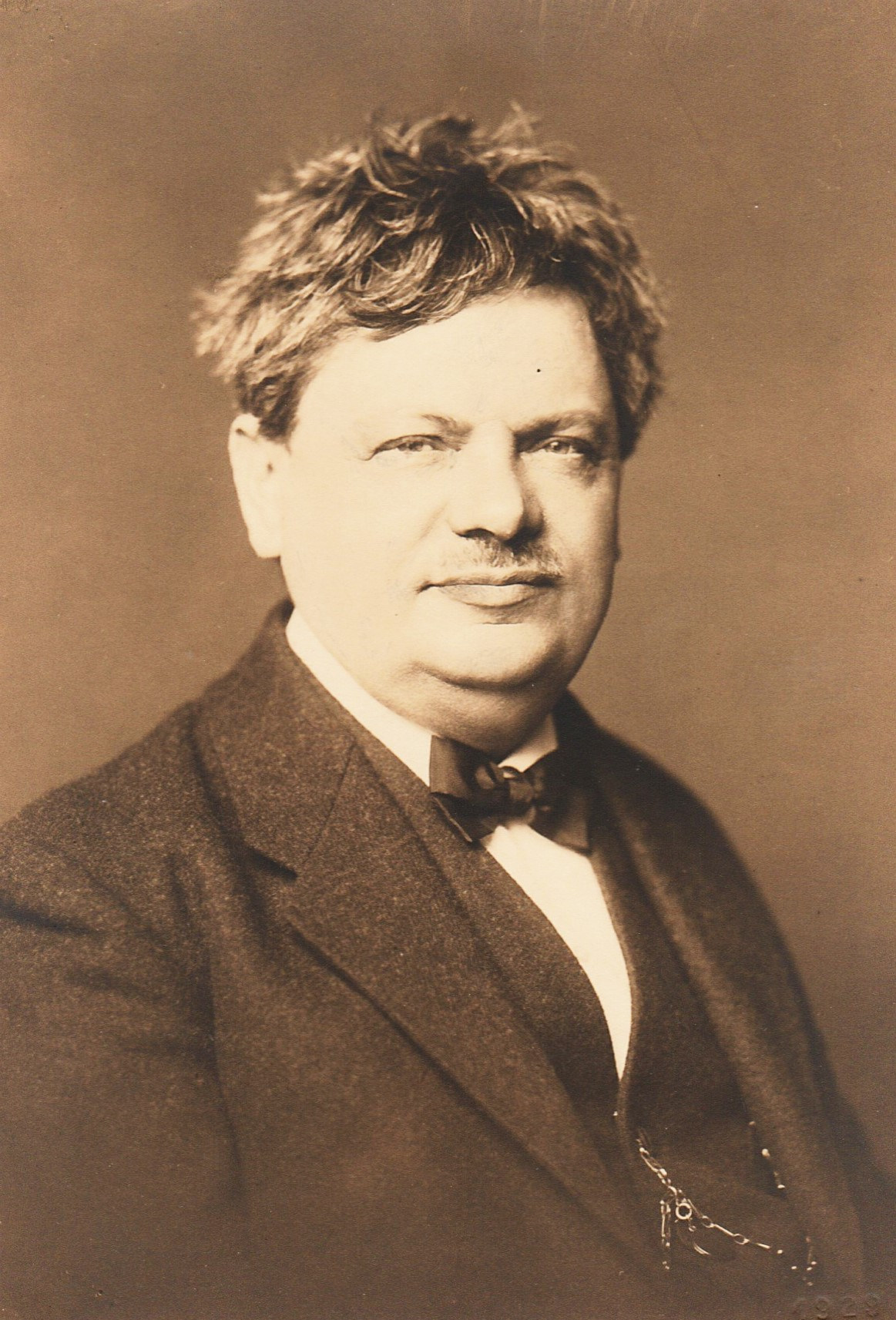
Otakar Kádner (um 1935)

Otakar Kádner (* 11. Mai 1870 in Úhonice, Königreich Böhmen als Otokar Adolf Kádner; † 6. Mai 1936 in Poděbrady) war ein tschechoslowakischer Pädagoge, Schulreformer und Hochschullehrer.

## Leben
Er wurde als Sohn von František Kádner und dessen Ehefrau Maria Strnad geboren. Nach erfolgreicher Promotion und Habilitation wirkte er als Privatdozent. 1919 erfolgte seine Ernenneung zum ordentlichen Professor an der Karlsuniversität.

## Publikationen
- O kvantifikaci predikátu v logice, 1898
- Chorvatská literatura filozofická, 1901
- Stručné dějiny pedagogiky a školství, 1912
- Rodina a škola, 1917
- Náboženství a škola 1918
- Obecná pedagogika, 1920;